# 轮花玄参
轮花玄参（学名：Scrophularia pauciflora）为玄参科玄参属下的一个种。

## 扩展阅读
- 維基物種上的相關：轮花玄参